# ماجستير تنفيذي
الماجستير التنفيذي (EM) أو ماجستير الدراسات المتقدمة (MAS) هو مستوى متقدم من درجة الماجستير المصممة خصيصًا للمهنيين التنفيذيين في منتصف حياتهم الوظيفية. والألقاب الشائعة لهذه الدرجة العلمية هي ماجستير تنفيذي في الآداب وماجستير تنفيذي في العلوم أو ألقاب خاصة بالمجالات المختلفة مثل ماجستير العلوم التنفيذي في إدارة الأعمال والماجستير التنفيذي في الاتصالات.

## البنية
عادة ما يقوم بتحضير برامج الماجستير التنفيذي مهنيون يعملون بدوام كامل، وبالتالي تتم جدولة البرامج لتتناسب مع هذه الحالة. وتستمر معظم برامج الماجستير التنفيذي أيامًا كاملة عديدة (ليس أكثر من أسبوع) في الشهر لمدة عامين أو ثلاثة أعوام.
ووفقًا لـعملية بولونيا|نظام بولونيا، يحتاج المشاركون في البرنامج إلى الحصول على 60 في نظام تحويل الساعات الأوروبي (ECTS) لاستكمال الدرجة.

## الأنواع

### ماجستير العلوم التنفيذي في الاتصالات
ماجستير العلوم التنفيذي في الاتصالات (EMScom وMScom) مصمم للمهنيين العاملين في مجال الاتصالات المؤسسية ممن يتمتعون بخبرة كبيرة في المجال. وتسير برامج ماجستير العلوم التنفيذي في الاتصالات على نفس مستوى ماجستير إدارة الأعمال التنفيذي وعادة ما يتألف من دورات تعلم قصيرة، موزعة على نحو متساوٍ على العدد الإجمالي للسنوات المطلوبة (على سبيل المثال: دورات لمدة 7 أيام كل شهرين خلال عامين).
المقررات: عادة سيغطي ثلث البرنامج مواضيع الإدارة العامة (كما هو الحال بالنسبة لماجستير إدارة الأعمال التنفيذي العام). ويتعامل الثلثان الآخران مع النطاق الكلي للمواضيع الخاصة بالاتصالات المؤسسية. المواضيع المطلوبة في الإدارة العامة تشمل:
- السلوك التنظيمي
- الإدارة الإستراتيجية للشركات
- إدارة التسويق
- الإدارة المالية
- القيادة
- الإحصائيات

تشمل الدورات محددة المواضيع:
- قانون الاتصالات
- الاتصالات الرقمية
- نظرية وإدارة وسائل الإعلام
- إدارة العلامات التجارية
- إدارة التغيير
- إدارة الهوية والسمعة المؤسسية
- إدارة الإعلانات
- العلاقات المالية وعلاقات المستثمرين
- إدارة أصحاب المصلحة
- إدارة الأزمات
- العلاقات العامة
- شراكات الرعاية والتسويق

## القبول
يجب أن يكون لدى المتقدمين لبرنامج الماجستير التنفيذي:
- درجة البكالوريوس؛
- خبرة عملية من 4 إلى 15 سنة في مجال الدراسة؛
- قدرات قيادية

قد تختلف قليلاً شروط القبول من بلد إلى آخر. فبعض الجامعات قد تتطلب اختبار القبول للدراسات العليا في الإدارة (GMAT) أو اختبار التسجيل للدراسات العليا(GRE) أو غيرها من اختبارات الرياضيات الموحدة الأخرى.

## متطلبات التخرج
عدد الاعتمادات المطلوبة للتخرج داخل عملية بولونيا هو 60 في نظام تحويل الساعات الأوروبي. ومع ذلك قد يختلف العدد من نظام اعتماد إلى آخر. بنهاية البرنامج، يلزم على المشاركين استكمال رسالة علمية أو مشروع ميداني، بعد قضاء ما بين 350 و500 ساعة فيهما.

## أوروبا
هناك العديد من الجامعات في أوروبا التي تقدم ماجستير العلوم التنفيذي في الاتصالات أو ما يعادله من برامج.
في عام 1999 أطلقت جامعة سويسرا الإيطالية (Università della Svizzera italiana)، التي تُعرف أيضًا باسم جامعة لوغانو أول برنامج لماجستير العلوم التنفيذي في الاتصالات في سويسرا. واللغة المعمول بها في البرنامج هي الإنجليزية.
وتقدم جامعة ميونيخ التقنية ماجستير إدارة الأعمال التنفيذي باللغة الألمانية والإنجليزية.
وفي فرنسا تقدم جامعة باريس السوربون برنامجًا معادلاً باللغة الفرنسية.
وتقدم كلية روتردام للإدارة ماجستير الاتصالات المؤسسية على المستوى التنفيذي في هولندا.
وتقدم جامعة Universitat Politéctina de Catalonia ماجستير إدارة مشروعات تكنولوجيا المعلومات منذ عام 2011.

## أستراليا
تقدم كلية الدراسات العليا للعلوم الإنسانية والاجتماعية في جامعة ملبورن في أستراليا ماجستير الآداب التنفيذي الوحيد في أستراليا.